# Battaglia del Brenta
La battaglia del Brenta fu uno scontro che vide contrapporsi la cavalleria del regno d'Italia sotto il re Berengario I e quella del principato d'Ungheria, assoldata dal re dei Franchi Orientali Arnolfo di Carinzia, in un luogo non identificato nell'Italia settentrionale lungo il fiume Brenta il 24 settembre 899. Compresa tra le prime battaglie delle razzie ungare eseguite in Europa, la schermaglia si concluse con una schiacciante sconfitta per Berengario I. A seguito della lotta ebbero luogo ulteriori incursioni degli Ungari in Italia. L'invasione provocò l'incendio di molte città, tra cui Feltre, Vercelli e Modena, e di monasteri come quello di Nonantola.
Nel frattempo il nemico di Berengario, Arnolfo di Carinzia, morì nel dicembre dell'899 e di conseguenza gli Ungari, da lui assoldati contro il re d'Italia, lasciarono la penisola l'anno successivo non prima di concludere la pace con Berengario, il quale diede loro molti ostaggi e regali. Sulla via del ritorno gli Ungari furono protagonisti di un "assalto anfibio", un'impresa unica di un esercito di terra in epoca pre-moderna, che li vide attraversare il mare Adriatico per attaccare Venezia; ciononostante l'attacco si concluse con un insuccesso.
Secondo alcuni storici, l'esercito sulla via del ritorno riuscì a compiere conquiste significative in Pannonia, una tappa questa che sarebbe risultata fondamentale per la successiva conquista magiara del bacino dei Carpazi, avvenuta alla fine del 900.

## Fonti
Molte fonti contemporanee all'evento menzionano questa battaglia, come il Chronicon di Regino di Prüm, gli Annali di Fulda, il Chronicon Sagornini di Giovanni da Venezia, Catalogus abbatum nonantulorum, ecc. La fonte più importante è l'Antapodosis, seu rerum per Europam gestarum, scritta da Liutprando di Cremona, che fornisce la descrizione più dettagliata degli eventi che condussero allo scontro e di come si svolse la battaglia stessa.

## Antefatti
Alla fine del IX secolo, l'impero carolingio di Carlo Magno era scomparso da tempo e al suo posto erano subentrate tre realtà politiche, ovvero il regno dei Franchi Occidentali, il regno dei Franchi Orientali e il regno d'Italia. La supremazia su questi territori era contesa da tutti e tre i re carolingi. Arnolfo di Carinzia, figlio del re della Francia Orientale Carlomanno di Baviera, che divenne re tedesco nell'887, desiderava ricreare l'impero di Carlo Magno. Egli bramò con ardore ancora maggiore questo progetto nell'894, quando come risultato della sua campagna italiana divenne re d'Italia. Nell'896 fu poi incoronato come imperatore del Sacro Romano Impero a Roma dal papa. Nei suoi obiettivi militari in Italia fu aiutato da Berengario del Friuli, nipote di Ludovico il Pio, che dopo l'898 iniziò a considerarsi più degno come imperatore, perché si considerava "più carolingio" e quindi più degno di Arnolfo, essendo quest'ultimo un figlio illegittimo di Carlomanno. 

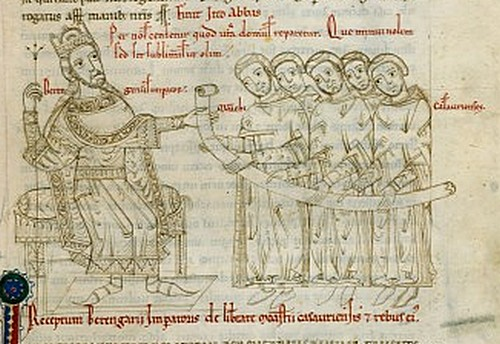
Berengario I in un manoscritto del XII secolo

Berengario fu re d'Italia dall'888, ma perse le sue terre a causa di Guido II di Spoleto, che si autoproclamò re d'Italia e imperatore. Berengario fu salvato dall'intervento di Arnolfo di Carinzia nell'894, il quale sconfisse Guido di Spoleto a pochi mesi di distanza dalla morte dell'umbro. Nell'896 Arnolfo si incoronò re d'Italia (e imperatore), nominando suo figlio illegittimo Ratoldo quale co-reggente d'Italia. Ratoldo e Berengario accettarono di spartirsi l'Italia tra di loro, ma poco dopo iniziarono a combattere per la supremazia. Ratoldo morì in maniera improvvisa, con il risultato che Berengario rimase come unico sovrano e iniziò ad aspirare al titolo di imperatore. Consapevole di ciò, Arnolfo, molto malato, non poté recarsi personalmente in campagna in Italia, ma concluse un'alleanza con i capi degli Ungari convincendoli a inviare un esercito per attaccare Berengario. La popolazione a cui si era rivolto si era insediata nell'895-896 nelle parti orientali del bacino dei Carpazi ed era ben nota per le sue capacità belliche. Arnolfo fu accusato dai nemici di aver concluso l'alleanza con gli Ungari suggellando un rito pagano, ovvero il tagliare in due un cane e un lupo. Si trattava di una modalità di conclusione delle alleanze comune tra i popoli nomadi, ai sensi del quale le parti giuravano che avrebbero rispettato il legame senza infrangerlo, pena il rischio di subire gli stessi patemi sofferto dagli animali squartati. È probabile che, oltre alle usanze cristiane, sulle quali le cronache non scrivono nulla, Arnolfo dovette accettare di siglare l'alleanza seguendo le modalità pagane degli Ungari. Ciò dimostra che Arnolfo era consapevole della minaccia magiara verso le province orientali del suo regno, nello specifico principalmente la marca della Pannonia. L'alleanza perseguiva dunque un duplice scopo, ovvero quello di punire Berengario e  quello di deviare le loro energie lontano dalla Pannonia, in maniera tale da evitare attacchi su larga scala. Naturalmente, egli confidava forse nella possibilità che questi due vicini pericolosi si indebolissero a vicenda.

### Gli Ungari nel regno d'Italia

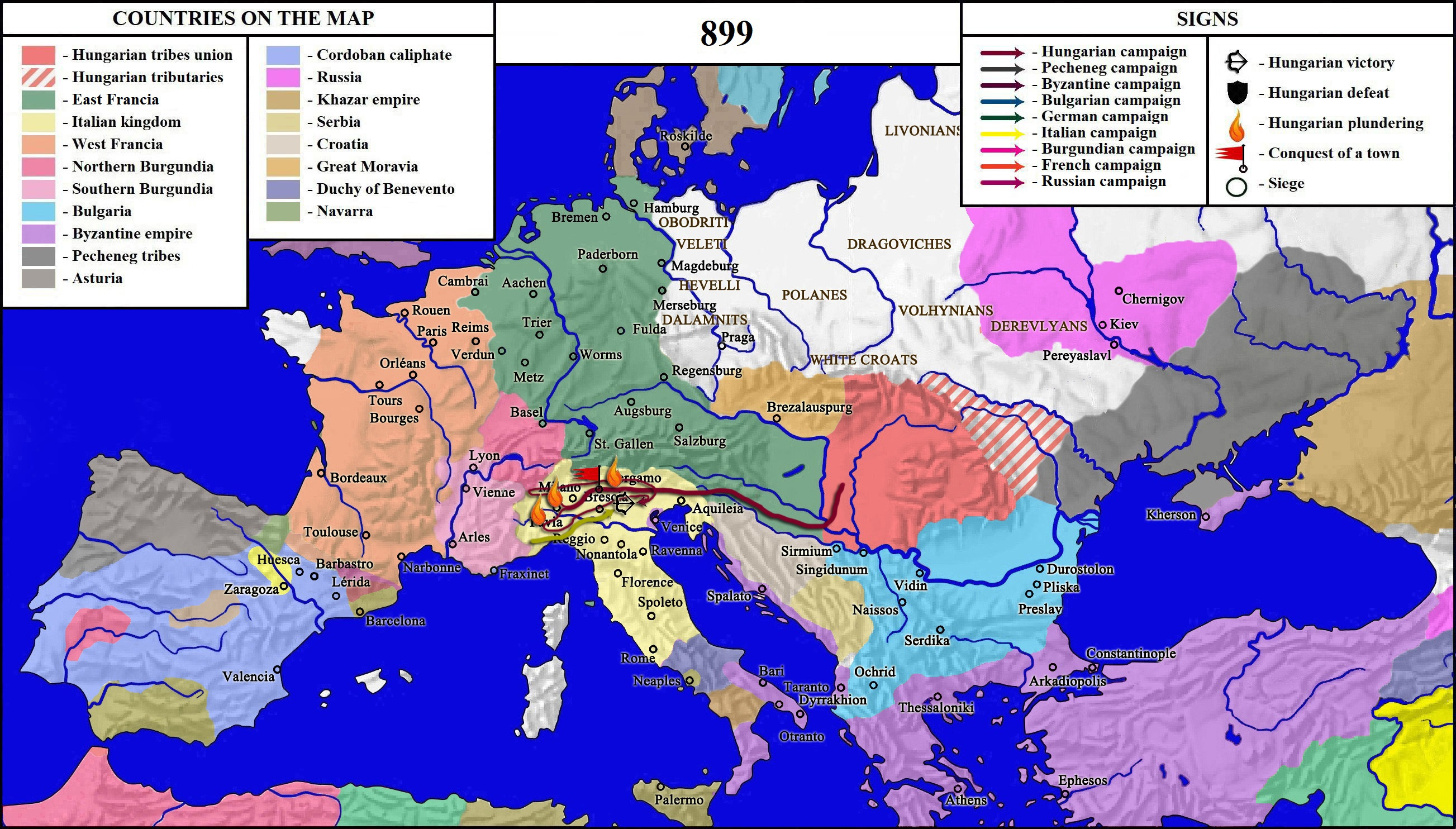
Le razzie compiute dagli Ungari prima della battaglia del Brenta.

Non essendo mai stati prima in Italia, i Magiari confidarono molto nell'invio delle spie, ritenute delle unità essenziali nella guerra nomade. Iniziare una guerra senza conoscere la forza del nemico, il numero di soldati, il loro morale o altre informazioni veniva ritenuto troppo rischioso per compiere un attacco. Verso la fine dell'ottobre 898, i Magiari inviarono una piccola unità leggera e rapida in ricognizione, la quale attraversò la Pannonia si diresse verso il Nord Italia, raggiungendo poi il Friuli. Essi si accamparono per tre giorni con le tende vicino al fiume Brenta, inviando distaccamenti ulteriormente più piccoli per reperire informazioni sul territorio, sulla sua ricchezza, sul numero e sul valore in combattimento delle truppe nemiche, sulle vie di attacco e ritirata, sui luoghi che potevano essere scelti come luogo di battaglia, su dove si poteva trovare il maggior bottino, sul numero di città, castelli e, più in generale, sulla robustezza dei sistemi difensivi locali. È certo che durante questa piccola incursione fu scelto il luogo della futura battaglia. Non si conosce il numero esatto dei membri questa unità di ricognizione, ma Marco Polo riferisce che nell'impero mongolo le unità di ricognizione erano composte da 200 cavalieri. È pertanto legittimo presumere che il gruppo di ricognizione inviato nell'898 in Italia contasse tra i 100 e i 200 cavalieri. Dopo tre giorni, i piccoli gruppi inviati in ogni direzione fecero ritorno, analizzando e riferendo le informazioni acquisite.
Come menziona Liutprando di Cremona, dopo essere tornati in patria gli Ungari usarono l'inverno per preparare le loro armi, affilare le punte delle loro frecce e insegnare ai giovani a combattere. Nei primi mesi dell'899, un esercito che aveva attraversato la Pannonia si diresse verso l'Italia. Gli storici non concordano sulla strada intrapresa dai guerrieri. Gyula Kristó sostiene che essi avessero evitato la Pannonia e fossero andati verso ovest seguendo i corsi dei fiumi Sava e Drava, facendo il loro ingresso in Italia vicino ad Aquileia, sulla strada che porta il loro nome (Strata Hungarorum), a causa del fatto che la usarono molto spesso nei decenni e secoli successivi. Secondo István Bóna, l'esercito magiaro, con il permesso di Arnolfo, attraversò la Pannonia e si diresse verso la destinazione lungo l'antica via Gemina, che collegava le antiche città di Celeia, Lubiana e Aquileia. Le opinioni degli storici differiscono anche sul periodo dell'anno in cui l'esercito ungherese arrivò nella penisola. Secondo Kristó, il quale si basa sul resoconto fornito da Liutprando, arrivarono tra febbraio e marzo. Bóna attribuisce invece maggiore credibilità al resoconto fornito dal Catalogus abbatum nonantulorum, che colloca l'arrivo nell'agosto dell'899.
Entrati in Italia, gli Ungari passarono accanto alle grandi mura di Aquileia senza attaccarla, frammentandosi poi in unità più piccole in molte direzioni e attaccando i dintorni di Treviso, Vicenza, Verona, Brescia, Bergamo, Milano e Pavia. Dopo aver distrutto Feltre, una delle unità raggiunse ad ovest anche il Gran San Bernardo. Di solito i guerrieri nomadi non attaccavano i castelli e le grandi città circondate da mura, in quanto non erano in grado di sostenere assedi e non avevano la tecnologia per costruire e impiegare macchine d'assedio. Pertanto, solitamente essi saccheggiavano e davano alle fiamme i monasteri e le abitazioni presenti nelle campagne situate sulla loro strada, accumulando così il loro bottino.
Come menziona Liutprando di Cremona, una volta sentito parlare dell'arrivo degli Ungari nel suo regno, Berengario I fu molto sorpreso di scoprire che l'esercito di un popolo di cui a malapena aveva sentito parlare fosse apparso così all'improvviso. Inviò quindi messaggeri e lettere in ogni angolo del suo regno, chiedendo a tutti di spedire delle truppe in grado di contrastare gli stranieri. Dopo aver reclutato i soldati, il suo esercito divenne tre volte più numeroso di quello dei suoi nemici. Secondo il Chronicon Sagornini di Giovanni da Venezia, l'esercito italico era formato da 15 000 uomini, motivo per cui si può agevolmente dedurre che gli Ungari contassero circa 5 000 combattenti. La cifra potrebbe comunque risultare sovrastimata, un vizio questo comune ai cronisti medievali con riferimento al totale degli eserciti. Ciononostante, resta altamente credibile la ricostruzione secondo cui che gli italici superassero di tre volte i loro avversari, considerando che di solito i cronisti esagerano il numero dei nemici e tendono a ridurre il numero delle loro truppe. Consapevole della sua superiorità, Berengario preferì non attaccare immediatamente l'esercito nemico, trascorrendo il tempo in città con i suoi uomini. Ciò diede tempo alle truppe ungare ancora sparse di saccheggiare ogni angolo del regno italico e di ritirarsi verso un punto di raccolta, un luogo non specificato collocato sulle rive del fiume Brenta, che, come detto prima, era stato probabilmente individuato dagli esploratori come potenziale luogo della battaglia. Constatando ciò, re Berengario pensò che i suoi nemici fossero spaventati dal numero delle sue truppe e iniziò a inseguirli, pensando di aver già vinto. Le sue truppe a cavallo riuscirono persino a sorprendere un contingente ungaro e lo costrinsero ad attraversare in fretta il fiume Adda, causando l'annegamento di molti. Nel complesso, la ritirata ebbe comunque dei suoi risvolti positivi, in quanto gli Ungari, che non disponevano di armi e attrezzature paragonabili a quelle dei loro nemici, intuirono la lentezza della cavalleria italica pesantemente corazzata di ispirazione carolingia. Dal canto loro, i Magiari dediti ai saccheggi indossavano soltanto blande armature di cuoio poiché solo i capi avevano armature lamellari; le armi principali erano gli archi compositi a distanza, mentre nel corpo a corpo le sciabole e, più di rado, le asce da battaglia o le mazze. Gli Ungari si ritirarono sulla vecchia strada romana della via Postumia verso il futuro campo di battaglia.
La ritirata magiara era anche parte della loro guerra psicologica, che aveva l'obiettivo di infondere fiducia in Berengario e convincerlo, assieme ai suoi uomini e comandanti, di aver già prevalso. Per infondere ancora più questa convinzione, essi mandarono degli inviati a Berengario, chiedendogli di rinunciare a tutti i loro saccheggi a patto che avrebbero potuto fare sicuro ritorno in patria. Berengario e i suoi comandanti, tuttavia, rifiutarono, credendo che sarebbe stato facile renderli tutti prigionieri. Sebbene il cronista Liutprando credesse che gli Ungari fossero intimoriti, demotivati e che volessero solo scappare, gli storici moderni tendono a escludere questa ricostruzione, sostenendo più fondatamente che gli stranieri confidavano in un abbassamento delle difese da parte di Berengario, circostanza che facilitò la sua futura sconfitta.

## La battaglia

### Il preludio: l'arrivo sul fiume Brenta

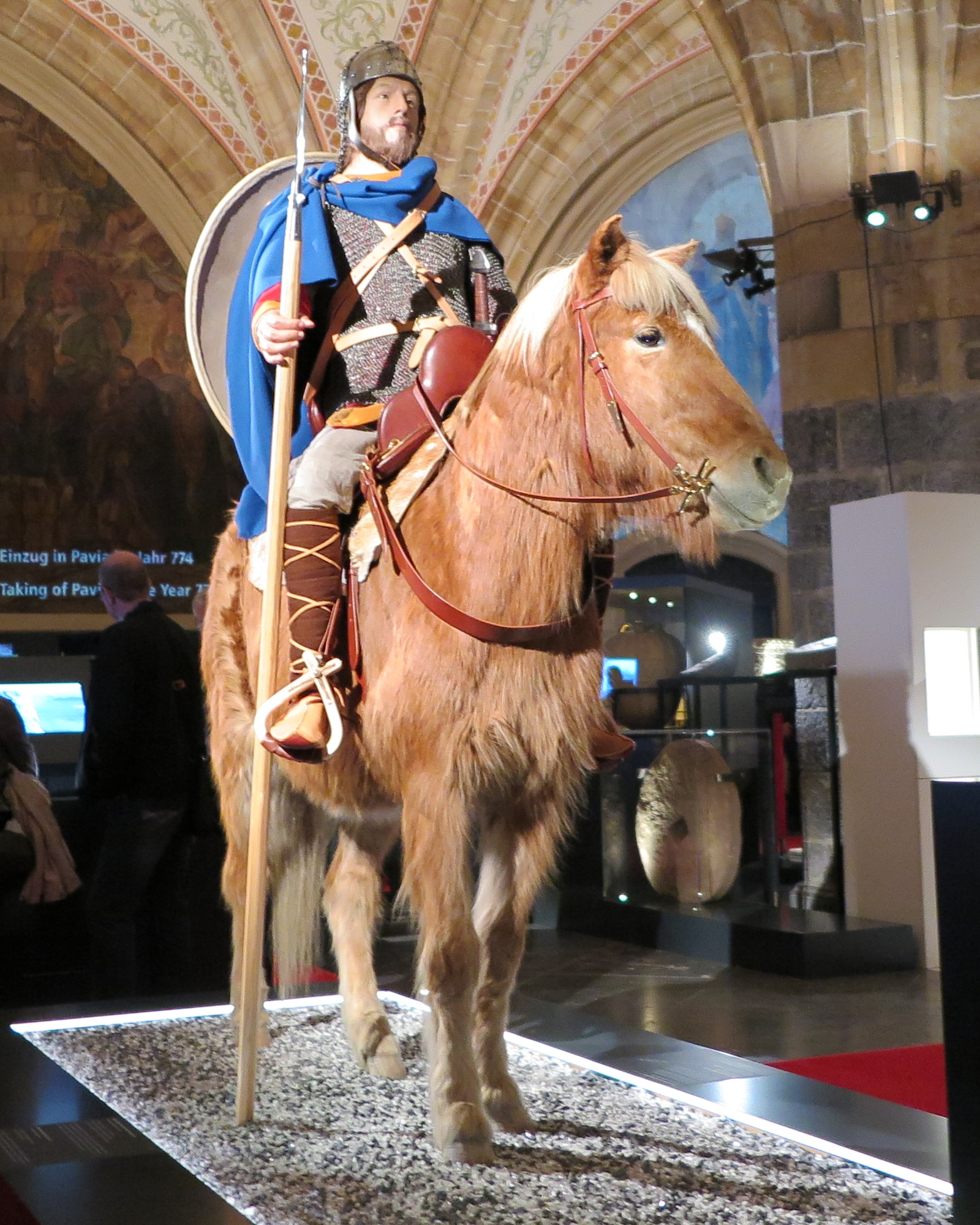
Cavaliere di tipo carolingio dei secoli VIII-X. Armato di lancia e scudo, indossa uno spangenhelm e un'armatura di tipo broigne.

La tattica dell'esercito ungaro affrontò un momento di crisi quando l'avanguardia italiana raggiunse la retroguardia ungherese negli "ampi campi" di Verona e la costrinse a combattere, con il risultato che i Magiari furono costretti a lottare contro i loro nemici per poter fuggire. È verosimile che l'esposizione delle truppe non fosse stata prevista dai comandanti magiari. Quando tuttavia accorsero le principali forze di Berengario, la retroguardia ungherese accelerò la fuga, continuando la sua ritirata. Convinto di poter inseguire e stanare definitivamente il nemico, Berengario continuò ad esercitare pressione e a inseguire i Magiari. Dopo un lungo inseguimento, il 24 settembre 899, i due eserciti si incrociarono sul fiume Brenta, a seguito della «più ingegnosa fuga pianificata nella storia», come riferisce István Bóna. Probabilmente lo studioso definisce così questo ritiro a causa dei molteplici risultati che produsse. Gli Ungari riuscirono infatti a ritirarsi senza subire grandi perdite, concentrarono le loro truppe nel luogo che precedentemente avevano scelto per la battaglia, ingannarono i comandanti nemici sui loro piani e diffusero infine saggiamente una sensazione di sicurezza nel nemico che costò cara. Gli eserciti nomadi erano soliti impiegare la tattica della finta ritirata e gli Ungari non sfuggivano a questa tendenza, considerando che l'avevano impiegata in molte delle loro battaglie antecedenti, oltre che poi in quelle successive fino al 970. Liutprando menziona che i cavalli dei Magiari erano molto stanchi, ma avevano la forza di attraversare il fiume prima che giungesse Berengario. Il Brenta, che separava in quel momento i due eserciti, non era facile da attraversare per i soldati italici, essendo infatti questi ultimi pesantemente corazzati. Ciò costrinse entrambi gli schieramenti a rimanere sulle due sponde opposte del fiume e a radunarsi, serrando le proprie file.
A quel punto gli Ungari mandarono di nuovo degli ambasciatori dalla parte avversaria, stavolta con proposte ancora più allettanti; in cambio del loro sicuro ritorno a casa, essi promisero di concedere ogni cosa, dai prigionieri all'equipaggiamento, passando per armi e cavalli e preservandone soltanto uno a testa per abbandonare l'Italia. Allo scopo di dimostrare la serietà della loro proposta, essi promisero che non sarebbero tornati mai più lì, concedendo qualora fosse stato bisogno i propri figli come ostaggi a Berengario. Queste promesse convinsero Berengario dello stato di difficoltà che sperimentavano i suoi nemici, un fattore questo su cui contavano gli Ungari sapendo che il re non avrebbe mai accettato la loro partenza a causa della distruzione che avevano causato e dal fatto che voleva renderli tutti prigionieri. Per questa ragione, Berengario re replicò seccamente, minacciando i messaggeri e intimandoli probabilmente di arrendersi senza condizioni.
Gli Ungari aspettavano questo momento e mentre i loro avversari si riunirono in un campo fortificato, che tuttavia non era sufficientemente sorvegliato, i ricognitori compresero che essi avevano abbassato la guardia e che molti di loro avevano iniziato a mangiare e bere, oltre a rinfrescarsi dopo il lungo ed estenuante inseguimento, in attesa del proseguimento dei negoziati. Berengario pensò che i Magiari fossero troppo deboli e stanchi per combattere, quindi che fossero alla sua mercé. Tuttavia, dall'altra parte del fiume Brenta c'era probabilmente non solo il gruppo dell'esercito magiaro stanco e inseguito, ma anche altre truppe ungare che all'inizio della campagna erano state mandate in altre direzioni per saccheggiare e che avevano fatto ritorno in vista della battaglia. Chiaramente dovevano essere giunti tutti coloro che avevano effettuato le razzie nei mesi precedenti. In ogni loro campagna straniera in Europa, gli Ungari selezionarono sempre un luogo in cui restare più a lungo assegnandogli il ruolo di accampamento permanente: si pensi all'abbazia di San Gallo nel 926, all'abbazia di San Basolo, vicino a Verzy, in Francia nel 937, e, sempre nello stesso anno, ai prati di Galliano vicino a Capua, dove vi rimasero per dodici giorni. Pertanto, è lecito desumere che l'accampamento principale e il punto di incontro degli Ungari fosse stato collocato nelle pianure vicino al fiume Brenta. Ad insaputa di Berengario, che si trovava dall'altra parte del fiume, gli stranieri disponevano di un gran numero di truppe fresche con cavalli riposati pronti per lottare.

### Lo scontro
Cogliendo gli avversari di sorpresa, gli Ungari inviarono tre unità ad attraversare il fiume in alcuni luoghi remoti e per posizionarsi in diversi punti strategici attorno al campo italico. Quando queste unità presero il loro posto, il nucleo principale dell'esercito magiaro attraversò il fiume, in una zona lontana dalla zona sorvegliata dagli italici, e li attaccò. La maggior parte degli italici si trovava nell'accampamento fortificato, impegnata a rifocillarsi, quando le tre unità ungheresi circondarono il campo e iniziarono a scagliare frecce, cogliendoli così alla sprovvista, tanto che Liutprando scrive che molti di loro perirono mentre ancora si stavano nutrendo. Questo attacco simultaneo agli italici dentro e fuori dall'accampamento impedì loro di realizzare una più compatta difesa. Gli Ungari all'attacco distrussero le difese, impedendo ai nemici di barricarsi nel campo e scagliando continuamente frecce contro di loro. Gli italici furono colti totalmente alla sprovvista e, non potendo allestire alcuna resistenza, tentarono la fuga in maniera disperata. Quando alcuni di loro giunsero nel luogo dove erano accampati i loro cavalli, essi scoprirono che le stalle erano già state prese dai guerrieri ungari, con il risultato che furono massacrati dai nemici.
Anche gli italici che spontaneamente rinunziarono a combattere, vista la disperata situazione, vennero massacrati. Il numero delle perdite italiche si rivelò enorme, con gli Annali di Fulda che stimano un totale di 20 000 cavalieri uccisi. Si tratta ovviamente di una cifra sovrastimata, considerando che l'esercito italico disponeva al massimo di 15 000 uomini. Ciò comunque non pregiudica la ricostruzione secondo cui le perdite furono assai elevate. Il Catalogus abbatum nonantulorum scrive di migliaia di morti cristiane, le Cronache di Regino di Prüm parlano delle innumerevoli masse di persone uccise con le frecce, e il Chronicon Sagornini di Giovanni da Venezia indica che «pochi [italici] tornarono a casa». Le perdite ungare risultarono basse, poiché non incontrarono quasi alcuna resistenza; tuttavia il re Berengario fu respinto da Pavia, dove si era rifugiato, e dovette fuggire in tutta fretta.

## Conseguenze
Dopo questa vittoria l'intero regno italico sperimentò la furia degli Ungari. Senza un esercito in grado di opporsi, gli Ungari decisero di trascorrere il mite inverno in Italia, continuando ad attaccare monasteri, castelli e città, cercando di conquistarli, come fecero prima di essere inseguiti da un nuovo esercito radunato da Berengario. Il 13 dicembre 899 gli aggressori attaccarono Vercelli, dove il vescovo locale e l'arcicancelliere Liutvardo tentarono di fuggire portando con sé i propri tesori. Ciò non riuscì e i tesori furono portati via dopo che i due vennero uccisi. Il 26 gennaio 900 conquistarono Modena e due giorni dopo l'Abbazia di Nonantola, dove bruciarono il monastero, la chiesa e uccisero i monaci.
Nel frattempo, l'8 dicembre 899, l'imperatore Arnolfo morì a Ratisbona, con il risultato che l'alleanza tra la Francia orientale e il Principato d'Ungheria perse la sua validità. Gli inviati spediti dagli Ungari per negoziare il rinnovo dell'alleanza e provenienti dalla parte orientale della pianura pannonica furono visti come spie da Attone I, arcivescovo di Magonza, e dai suoi consiglieri, i quali agivano in vece del nuovo re che all'epoca aveva sei anni, il giovane Ludovico. Di conseguenza, i delegati magiari tornarono a casa senza che fosse stata rinnovata alcuna intesa. In quel frangente il Principato d'Ungheria si trovò dunque a prendere una decisione, considerati gli interessi di conquista in Pannonia che però non potevano concretizzarsi se l'esercito ungaro non avesse fatto ritorno dall'Italia. Si pensava infatti di attaccare la provincia bavarese da sud-ovest nello stesso momento in cui un altro esercito ungaro fosse sopraggiunto da est.
Prima che gli Ungari lasciassero l'Italia, nella primavera del 900, essi conclusero la pace con Berengario, che gli concesse in cambio della loro partenza degli ostaggi e del denaro per garantire la pace. Dopo questa sconfitta, o al più tardi dal 904, Berengario iniziò a rendere loro omaggio regolarmente e fino alla sua morte, avvenuta nel 924; in cambio gli Ungari lo aiutarono contro tutti i nemici che aveva. Come scrive Liutprando, gli Ungari entrarono in stretti rapporti con Berengario. Sembra che, col tempo, alcuni dei capi ungari siano addirittura diventati suoi amici personali.

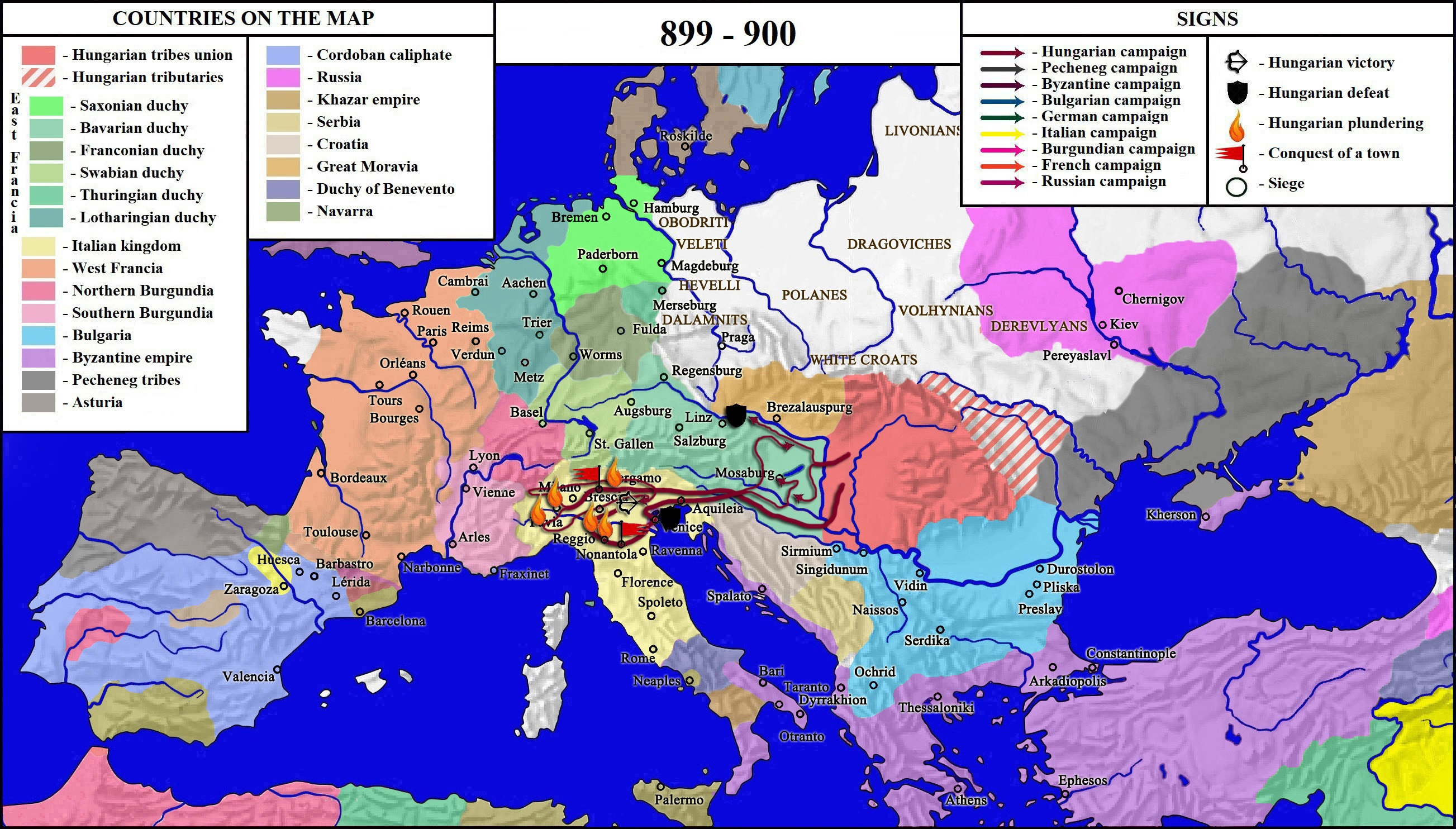
Le campagne magiare compiute a seguito della battaglia del Brenta in Italia e in Europa.

Sulla via del ritorno a casa, gli Ungari eseguirono un'operazione militare che nessun altro esercito di terra ha provato nella storia. Pur non disponendo di navi, barche o altri tipi di imbarcazioni, il 29 giugno 900 essi pianificarono una campagna marittima contro Venezia. Come riferisce il Chronicon Sagornini di Giovanni da Venezia, i Magiari attaccarono dapprima i dintorni della città lagunare dalla costa con i loro cavalli e con le proprie «navi di cuoio». Con l'espressione «nave di cuoio» l'autore si riferisce a una pelle di animale (capra, pecora, forse mucca) legata per formare qualcosa come un'enorme sacca piena d'aria e legata sui lati dei cavalli. Essa aiutava il guerriero e il suo cavallo a galleggiare e veniva di solito impiegata dai guerrieri nomadi allo scopo di attraversare i fiumi. Per prima cosa essi attaccarono e bruciarono le città costiere come Equilio, Cittanova, Fine, Capo d'Argine, dopodiché legarono le pelli di animali ai loro cavalli, attraversarono le acque della Laguna di Venezia e saccheggiarono la città dell'isola di Chioggia, che faceva parte del Dogado (patria della Repubblica di Venezia). Il giorno del martirio di San Pietro e San Paolo (29 giugno), sulle loro «navi di cuoio», tentarono di fare il loro ingresso a Rialto e a Malamocco, ma prima di raggiungere le isole, in una località chiamato Albiola, il doge di Venezia Pietro Tribuno li incontrò con la flotta da guerra veneziana e li costrinse a ritirarsi. Sebbene avessero perso questa insolita battaglia navale, gli Ungari escogitarono un singolare stratagemma per attaccare le isole situate a media distanza dalla costa. Peraltro, l'attacco sull'isola di Chioggia del 29 giugno si concluse con un successo. Forti di questa vittoria, pare che i veneziani abbiano chiesto a Berengario se avesse bisogno di supporto per respingere definitivamente gli Ungari dall'Italia.
Gli storici non sono d'accordo sulla rotta seguita dall'esercito per tornare nelle terre magiare. Da un lato György Szabados crede che l'esercito abbia abbandonato l'Italia senza entrare in Pannonia ed evitandola da sud, perché a suo parere erano stremati dai continui combattimenti avvenuti in Italia nell'ultimo anno e temevano di venire predati da saccheggiatori stranieri. Alla stessa opinione si è accodato anche lo storico György Györffy. Dal canto loro, Gyula Kristó e István Bóna pensano invece che l'esercito ungaro di ritorno dall'Italia abbia preso parte alla conquista della Pannonia, ma in modi diversi. Kristó ritiene che le armate magiare abbiano ricevuto soltanto il compito di compiere saccheggi e di indebolire la capacità di resistenza degli abitanti prima dell'attacco finale. In seguito, all'esercito sarebbe stato assegnato il compito di attraversare il Danubio e di fare ritorno a casa, mentre due eserciti ungari composti da uomini freschi e riposati provenienti dall'est avrebbero completato l'occupazione. Bóna ritiene che l'esercito magiaro di ritorno dall'Italia abbia avuto un ruolo attivo nella conquista della Pannonia, in quanto proveniente da sud-ovest. In tal modo, le armate giunte da oriente avrebbero incontrato una resistenza ridotta e avrebbero potuto attaccare con maggiore agilità. Lo studioso pensa dunque che l'esercito ungaro sia tornato dall'Italia e abbia ricevuto l'ordine di giungere in soccorso nella conquista della Pannonia, operazione completata eseguendo una manovra di accerchiamento.

### Esplicative
1. ↑  Nel suo Tactica, Leone VI il Saggio scrive: 
«[I Magiari] si armano di spade, armature, archi e lance. Così, durante le battaglie, la maggior parte di loro adotta una tattica particolare, portando le lance alte sulle spalle e tenendo gli archi in mano. Impiegano entrambi a seconda delle necessità, ma quando sono inseguiti adoperano le frecce con grande sapienza. Non solo indossano armature, ma i cavalli dei loro uomini di spicco sono bardati o sono coperti da stoffa trapuntata. Dedicano invero molta attenzione e tempo nell'addestramento al tiro con l'arco a cavallo. Un enorme branco di equini, puledri e giumente li segue, allo scopo di fornire cibo e latte e, allo stesso tempo, per dare l'impressione di sembrare nel complesso ancora più numerosi.»
(Tactica, 18.47–50, pp. 455-457)

### Bibliografiche
1. ↑   Berengario I, su treccani.it. URL consultato il 21 marzo 2022.
2. 1 2  Bóna (2000), pp. 29-30.
3. ↑  Bóna (2000), pp. 30-31.
4. ↑  Kristó (1980), p. 207.
5. ↑  Göckenjan (2001), pp. 61-63.
6. 1 2 3 4 5 6 7  Bóna (2000), p. 31.
7. ↑  Göckenjan (2001), p. 63.
8. ↑  Göckenjan (2001), p. 60.
9. ↑  Göckenjan (2001), p. 63.
10. ↑  Antapodosis, libro II, VIII, p. 97.
11. 1 2 3  Kristó (1980), p. 208.
12. ↑  Antapodosis, libro II, IX, p. 97.
«[Berengario] fece perciò radunare tutti quelli dell'Italia, della Toscana, del Lazio, di Camerino e di Spoleto, ad alcuni inviando lettere, ad altri messaggeri, e si costituì un esercito tre volte più forte di quello degli Ungari.»
13. 1 2 3 4  Chronicon Sagornini in Györffy (2002), p. 205.
14. ↑  Antapodosis, libro II, X, p. 99.
«Quando re Berengario vide che i suoi uomini erano così numerosi, gonfio di superbia attribuì il sicuro trionfo sui nemici più alla grandezza del suo esercito che a Dio: rimase, da solo con pochi, in una piccola rocca dandosi ai piaceri.»
15. ↑  Montanelli (2015), p. 228.
16. ↑  Antapodosis, libro II, X, p. 99.
17. ↑  (EN) Simon Coupland, Carolingian Arms and Armor in the Ninth Century, su deremilitari.org, 23 febbraio 2014. URL consultato il 21 marzo 2022.
18. ↑  Antapodosis, libro II, XI, p. 99.
«I cristiani rifiutano categoricamente, e - ahimè! - li dileggiano; e vanno in cerca più delle catene per legare gli Ungari che delle armi per ucciderli.»
19. ↑  Antapodosis, libro II, XII, p. 99.
«Le avanguardie cristiane sono ormai a ridosso delle retroguardie ungare; e avviene qui una schermaglia iniziale, nella quale i pagani hanno la meglio. Ma è in arrivo il grosso dell'esercito, e gli Ungari, fedeli al piano di fuga, riprendono al strada intrapresa.»
20. ↑  Göckenjan (2001), pp. 57-63.
21. 1 2  Antapodosis, libro II, XIII, p. 101.
22. ↑  Antapodosis, libro II, XIII, p. 101.
«Ma - ahimè! - i cristiani, traditi dalla loro tronfia superbia, investono i pagani con minacce, come fossero battuti, e rimandano subito una απολογία, una risposta, di questo tenore: «Quel che ci offrite in dono è già nostro, e nostri siete anche voi, nient'altro ormai che cani morti. Se accettassimo, e stringessimo con voi qualche accordo, perfino il folle Oreste giurerebbe che i folli siamo noi!».»
23. 1 2 3  Antapodosis, libro II, XV, p. 103.
«Molti dei cristiani, stanchi per la lunga attesa dello scambio di ambasciate, si erano dispersi nell'accampamento per mangiare; gli Ungari li colpirono con tale velocità da inchiodare ad alcuni il cibo in gola, mentre ad altri impedirono la fuga portando via i cavalli, e più facilmente li uccidevano vedendoli appiedati.»
24. ↑  László (2000), p. 18.
25. ↑  László (2000), p. 22.
26. ↑  László (2000), p. 23.
27. ↑  Antapodosis, libro II, XV, p. 103.
«A maggior rovina dei cristiani, esisteva fra loro forte rivalità. Alcuni non soltanto non attaccavano gli Ungari, ma bramavano che cadessero i loro stessi compagni; gli sciagurati lo facevano illudendosi sciaguratamente di poter poi comandare con maggior libertà se i loro compagni fossero morti.»
28. ↑  Annali di Fulda in Györffy (2002), p. 203.
29. ↑   Lodovico Antonio Muratori, Annali d'Italia, dal principio dell'era volgare fino all'anno MDCCL, XXXI, Venezia, G. Antonelli, 1832,  pp. 170-171.
30. ↑  Chronicon di Regino di Prüm in Györffy (2002), p. 200.
31. ↑  Montanelli (2015), pp. 229-230.
32. 1 2  Bóna (2000), p. 32.
33. ↑   R. Deputazione di storia patria per le provincie modenesi, Atti e memorie, 1982,  pp. 32-33.
34. 1 2 3 4  Bóna (2000), p. 33.
35. ↑  Kristó (1980), p. 212.
36. ↑  Bóna (2000), pp. 43-44.
37. ↑  Antapodosis, libro II, XLII.
«Berengario, dato che non poteva garantirsi la fedeltà dei suoi vassalli, stabili con loro una solida alleanza.»
38. ↑  Antapodosis, libro II, LXI, p. 149.
«Accadde però nel frattempo che giungessero a Verona, all'insaputa dei ribelli, gli Ungari, i cui due re Dursac e Bugat erano molto amici di Berengario.»
39. ↑   Magda Jászay, Incontri e scontri nella storia dei rapporti italo-ungheresi, Rubbettino Editore, 2003,  pp. 10-11, ISBN 978-88-49-80378-5.
40. ↑  Bóna (2011), pp. 215-216.
41. ↑  Györffy (2002), pp. 43-44.
42. ↑  Kristó (1980), p. 215.

### Fonti primarie
- (LA) Annali di Fulda, su dmgh.de. URL consultato il 17 settembre 2021.
- Liutprando da Cremona, Antapodosis, a cura di Paolo Chiesa, Fondazione Lorenzo Valla/Mondadori, 2015, ISBN 978-88-04-52190-7.
- (LA) Regino di Prüm, Chronicon cum continuatione Treverenst, 1978.
- (EN) Leone VI il Saggio, Tactica, traduzione di George T. Dennis, Dumbarton Oaks, 2010, ISBN 978-0-88402-359-3.

### Fonti secondarie
- (HU) István Bóna, A magyarok és Európa a 9-10. században (Gli ungari e l'Europa nel IX-X secolo), História, 2000, ISBN 978-96-38-31267-9.
- (HU) Hansgerd Göckenjan, Felderítők és kémek. Tanulmány a nomád hadviselés stratégiájáról és taktikájáról [Ricognitori e spie. Uno studio sulla strategia e le tattiche della guerra nomade], in Szabolcs Felföldi e Balázs Sinkovics, Nomád népvándorlások, magyar honfoglalás [Le migrazioni dei popoli nomadi, la conquista magiara], Budapest, Balassi Kiadó, 2001.
- (HU) György Györffy, A magyarok elődeiről és a honfoglalásról - Sugli antenati degli ungheresi e della conquista, Budapest, Osiris Kiadó, 2002.
- (HU) Gyula Kristó, Levedi törzsszövetségétől Szent István Államáig [Da Levedi allo Stato di Santo Stefano], Budapest, Magvető Könyvkiadó, 1980.
- (HU) Baják László, A fejedelmek kora. A korai magyar történet időrendi vázlata [L'Epoca dei Principi. Uno schema cronologico sull'antica storia ungherese], 2: 900-1000, Budapest, ÓMT, 2000.
- Indro Montanelli, L'Italia del Medioevo, Bur, 2015, ISBN 978-88-58-68268-5.